# كنيس صيدا
كنيس صيدا هو واحد من أقدم المعابد اليهودية في العالم، ويقع في الحي اليهودي المعروف باسم حارة اليهود في مدينة صيدا القديمة في محافظة الجنوب بلبنان.

## لمحة تاريخية
أقيم كنيس صيدا في عام 833م، ويُعتقد أنه بني على أنقاض كنيس قديم يعود تاريخه إلى عام 66 م عندما دُمّر الهيكل الثاني. ويقال إن يسوع قد وعظ في موقع الكنيس أو بالقرب منه وفقًا لما ورد في إنجيل متى (15:21) وإنجيل مرقس (7:24).
يُعتبر كنيس صيدا، على الرغم من صغر حجمه، واحدًا من المعابد اليهودية الرئيسية في لبنان مثله في ذلك مثل كنيس ماغين أبراهام الذي اكتمل بناءه في بيروت عام 1925. تعرض الكنيس للإهمال بعدما اضطر العديد من اليهود اللبنانيين إلى مغادرة صيدا مع اندلاع الحرب الأهلية اللبنانية في عام 1975، وتُرك المبنى في حالة متداعية. ومع مُغادرة آل ليفي آخر عائلة لبنانية في صيدا في عام 1982، دخل الجنود الإسرائيليين إلى الكنيس خلال سنوات اجتياح الجنوب اللبنانيّ، ثُم أصبح في السنوات لاحقة مقرًّا لعناصر من المُخابرات السوريّة، وبدءًا من عام 1990 لجأت بعض العائلات الفلسطينية إلى الكنيس لسكنه، ثُم تبعتها عائلات سورية. وفي أبريل/نيسان عام 2012، أعيدت تلاوة الصلوات لأول مرة في الكنيس بعد عدّة عقود من توقف إقامة الشعائر الدينية في الكنيس، وكان ذلك على يد اثنين من حاخامات حركة ناطوري كارتا الدولية الذين كانوا يشاركون في ذلك الوقت في مسيرة بمناسبة يوم الأرض. لا يزال الكنيس على الرغم من ذلك مملوكًا للطائفة اليهودية اللبنانية حتى اليوم.

## الوصف
على الرغم من تغير معالم الكنيس في صيدا نظرًا لتعرضه لأضرار متلاحقة تسببت في حالته المتدهورة الحالية مما جعل طلاؤه الأزرق يبهت، كما حلت المصابيح وعناصر الإنارة المُعلقة في السقف محل شمعدانه السباعيّ، لا تزال هُناك بقايا قليلة من ملامح الكنيس القديمة مثل نجمة داود السداسية المصنوعة من الحديد والمعلقة في القناطر التي تلامس السقف، إلى جانب بقايا بعض الرسوم الملونة بالاحمر والذهبي على الجدران التي كانت تحيط بالمنبر حيث كانت تقرأ التوراة.